# Clean Bandit
A Clean Bandit egy brit elektropop együttes, melyet Cambridge-ben alapítottak 2008-ban. A zenekart Grace Chatto, Jack és Luke Patterson alkotja. A 2011-es Mozart's House című szerzeményük újbóli kiadása az Egyesült Királyság kislemezlistáján a 17. helyig jutott, majd 2014 januárjában a Rather Be című dal, melyet Jess Glynne-szel közösen jelentettek meg, az amerikai Billboard Hot 100-as lista 10. helyén landolt.
2015-ben a Rather Be című dal Grammy díjat kapott a legjobb tánc kategóriában. A 2016-os Rockabye című dal, melyet Sean Paul és Anne-Marie énekesnővel közösen adtak elő, a második legnagyobb slágerük az Egyesült Királyságban. A dal az Egyesült Királyságban karácsonykor első helyezett volt, valamint az Egyesült Államokban is jelentős helyezést ért el, és a 9. helyig jutott. A csapat több mint 13 millió kislemezt, és 1,6 millió albumot adott el világszerte.

## A zenekar története

### 2008 - 2012 A csapat megalakulása és karrierje
A zenekar tagjai Grace Chatto, Jack Patterson, Luke Patterson testvérek, és Neil Amin-Smith a Cambridge-i Egyetemen találkoztak először. Az eredeti énekes Ssegawa Ssekintu Kiwanuka Phd doktorátust szerzett az egyetemen.
A zenekar neve, a Clean Bandit egy orosz kifejezés fordítása, mely angolul "complete bastard" (gazfickó), bár Patterson később kijelentette, hogy a "teljes gazfickó" egy ragaszkodó kifejezés.

### 2012 - 2015 New Eyes
2012 decemberében a csapat megjelentette az A + E című debütáló kislemezét, mely az Egyesült Királyság kislemezlistáján csúcson volt. Ez volt az első kimásolt dal a New Eyes című első stúdióalbumról, melyet az Atlantic Records jelentetett meg június 14-én. 2012. február 29-én megjelent az UK Shanty című video, melyben Lily Cole supermodel is szerepelt.
2013. március 29-én megjelent az album második kislemeze, a Mozart's House, mely a brit slágerlistán a 17. helyig jutott. Az album 3. kislemeze a Dust Clears a kislemez 43. helyéig jutott. Az albumról kimásolt 4. kislemez, a Rather Be Jess Glynn közreműködésével 2014. január 19-én jelent meg, és az angol kislemezlistára is felkerült. Ez volt a leggyorsabban eladott kislemez 1996 óta, és 2014-ben az év második legjobban fogyó kislemeze.Ebből 1,13 millió darabot adtak el az Egyesült Királyságban.  Ezt korábban Pharrell Williamsnek sikerült a Happy című dalával.  A Rather Be Ausztriában, Finnországban, Németországban, Hollandiában, Norvégiában és Svédországban is a slágerlistás volt. Svájcban 1. helyezést ért el, míg a többi országban a 2. helyig sikerült jutnia. Az Egyesült Államok Billboard Hot 100-as listáján a 10. helyig sikerült jutnia.
2014. április 14-én a zenekar szerepelt a BBC Later...with Jools Holland show-műsorában, majd ez év szeptemberében a BBC Filharmonikus zenekarral közösen szerepeltek a MediaCityUK-nál. A zenekasr Jess Glynn-nel előadta a Rather Be és Real Love című dalokat. Ez utóbbi 2. helyezést ért el a brit kislemezlistán.
2014. november 15-én Neil Amin-Smith hegedűn, és Grace Chatto csellón a Band Aid 30 jótékonysági koncerten más brit művészekkel együtt előadta a Do The Know It's Christmas című dalt a londoni Notting Hill-i Sarm West Stúdióban, hogy pénzt gyűjtsön a 2014-es Ebola válság sújtotta Nyugat-Afrikának.
A Rather Be 2015 februárjában az 57. Grammy díjkiosztón a legjobb dalnak járó díjat kapta. A dal zenekari változatát a csapat az Abbey Road Stúdióban rögzítette, és a 2015-ös Marks & Spencer reklámkampányában is szerepelt. Ez évben a csapat New Eyes című albumát népszerűsítette, melyet 2016-ban is folytattak.

### 2015 - What is Love?
2015-ben a Coachella Fesztiválon a csapat előadta a Disconnect című dalt, melyben Marina and the Diamonds vokálozott. 2016. május 27-én megjelent a Tears című dal, melyben a korábbi X Factor versenyző Louisa Johnson énekelt. A dal 5. helyezést ért el a brit kislemezlistán, és a megjelenés h etében előadták a Britain's Got Talent című műsorban is.
2016. október 19-én a csapat Facebook oldalán bejelentették, hogy Neil Amin-Smith elhagyja a csapatot. Neil ezt külön bejelentette Twitter oldalán is. Két nappal később megjelent a Rockabye című dal Sean Paul és Anne-Marie énekesnővel. A dal az Egyesült Királyságban a második első helyezett kislemezük lett, és 9 hétig volt csúcsdöntő, valamint a 2016-os év meghatározó karácsonyi slágere is volt. A dal több nemzetközi slágerlistára is felkerült és 9. helyezést ért el az Egyesült Államok Billboard Hot 100-as listáján.
2017. március 17-én megjelent a csapat Symphony című kislemezét, melyet közösen Zara Larsson énekessel közösen készítettek. A dal áprilisban 1 hétig volt slágerlistás helyezés, és ez volt a csapat harmadik No1. sikere az országban. A dalt a The Voice UK tehetségkutató műsorban 2017. március 18-án elő is adta a csapat, majd június 23-án megjelent a Disconnect című kislemez Marina and the Diamonds-szal közösen.
2017 októberében megjelent az I Miss You című dal, melyben Julia Michaels is szerepelt.
A zenekar 2017 elején bejelentette, hogy új albumukat 2018 elején jelentetik meg, és teljesen új dalok lesznek rajta. Az albumra az One Direction tagja Harry Styles is írt egy dalt, valamint olyan előadók szerepelnek majd rajta, mint Rhodes, Elton John, és Gallant.
2018. május 10-én megjelent Solo című daluk Demi Lovatoval közösen, mely slágerlistás helyezést ért el az Egyesült Királyságban.

## Tagok
| Jelenlegi tagok - Grace Chatto – cselló, billentyűs hangszerek, ütőhangszerek, vokál (2008–) - Jack Patterson – billentyűs hangszerek, ének, zongora, basszusgitár, gitár, hegedű, producer, DJ, szaxofon (2008–) - Luke Patterson – dobok, ütőhangszerek (2008–) Jelenlegi turné tagok - Stephanie Benedetti – hegedű (2016–) - Yasmin Green – vokál (2016–) - Kirsten Joy – vokál (2016–) - Sam Skirrow – basszusgitár (2017–) - Mark Harrison – gitár (2017–) |

Volt tagok
- Neil Amin-Smith – hegedű, zongora (2008–2016)
- Ssegawa-Ssekintu Kiwanuka – vokál (2008–2010)

Volt turné tagok
- Patrick Greenberg – basszusgitár (2010–2016)
- Adam Lee – gitár (2010–2016)
- Braimah Kanneh-Mason – hegedű (2016–2017)
- Nikki Cislyn – vokál (2012–2013)
- Florence Rawlings – vokál (2013–2016)
- Elisabeth Troy – vokál (2013–2016)
- Ezinma – hegedű (2017)
- David Gane – dobok, ütőhangszerek (2018)
- Molly Fletcher – hegedű (2018)

## Zenei stílusuk
A Clean Bandit egy elektronikus, elektropop, és dance-pop stílusú zenekar, mely úgy keveri stílusát, mint Mozart és Shostakovich.

## Politikai szerepük
2017 májusában a csapat támogatta Jeremy Corbyn-t a Munkáspárt színeiben a brit választásokon, valamint Birminghamben egy labdarúgó csapatot is támogatott. 2018 júniusában a csapat a londoni Labour fesztiválon szerepelt.

## Díjak, és jelölések
| Év   | Díjkiosztó                         | Kategória                           | Jelölt dal          | Eredmény |
| ---- | ---------------------------------- | ----------------------------------- | ------------------- | -------- |
| 2011 | UK Music Video Awards              | Best Dance Video - Budget           | "Mozart's House"    | Jelölve  |
| 2011 | UK Music Video Awards              | Best Pop Video - Budget             | "Telephone Banking" | Jelölve  |
| 2014 | Urban Music Awards                 | Best Electronic/Dance Act           | "Clean Bandit"      | Elnyerte |
| 2014 | BBC Music Awards                   | Song of the Year                    | "Rather Be"         | Jelölve  |
| 2014 | Los Premios 40 Principales América | Best English Language Song          | "Rather Be"         | Jelölve  |
| 2015 | Brit Awards                        | British Group                       | "Clean Bandit"      | Jelölve  |
| 2015 | Brit Awards                        | British Single of the Year          | "Rather Be"         | Jelölve  |
| 2015 | APRA Awards                        | International Work of the Year      | "Rather Be"         | Jelölve  |
| 2015 | Grammy Award                       | Best Dance Recording                | "Rather Be"         | Elnyerte |
| 2015 | Ivor Novello Awards                | Most Performed Work                 | "Rather Be"         | Elnyerte |
| 2015 | Ivor Novello Awards                | Best Contemporary Song              | "Rather Be"         | Elnyerte |
| 2015 | Billboard Music Award              | Top Dance/Electronic Artist         | "Clean Bandit"      | Jelölve  |
| 2015 | Billboard Music Award              | Top Dance/Electronic Song           | "Rather Be"         | Jelölve  |
| 2017 | Brit Awards                        | British Single of the Year          | "Rockabye"          | Jelölve  |
| 2017 | Brit Awards                        | British Video                       | "Rockabye"          | Jelölve  |
| 2017 | MTV Europe Music Awards            | Best Song                           | "Rockabye"          | Jelölve  |
| 2017 | Teen Choice Awards                 | Best Dance/Electronic Song          | "Rockabye"          | Jelölve  |
| 2017 | Gaygalan Awards                    | International Song of the Year      | "Rockabye"          | Jelölve  |
| 2017 | LOS40 Music Awards                 | International Song of the Year      | "Rockabye"          | Jelölve  |
| 2017 | Danish Music Awards                | International Hit of the Year       | "Rockabye"          | Jelölve  |
| 2017 | NRJ Music Awards                   | International Duo/Group of the Year | Clean Bandit        | Jelölve  |
| 2018 | Global Awards                      | Best Group                          | Clean Bandit        | Jelölve  |
| 2018 | Global Awards                      | Mass Appeal Award                   | Clean Bandit        | Jelölve  |
| 2018 | Radio Disney Music Awards          | Best Group                          | Clean Bandit        | Jelölve  |
| 2018 | Brit Awards                        | British Single of the Year          | "Symphony"          | Jelölve  |
| 2018 | Brit Awards                        | British Video of the Year           | "Symphony"          |          |
| 2018 | Gaygalan Awards                    | Best International Song of the Year | "Symphony"          | Elnyerte |
| 2018 | Danish GAFFA Awards                | Best International Song of the Year | "Symphony"          | Jelölve  |
| 2018 | Sweden GAFFA Awards                | Best Swedish Song of the Year       | "Symphony"          | Elnyerte |
| 2018 | P3 Guld Awards                     | Song of the Year                    | "Symphony"          | Jelölve  |
| 2018 | Scandipop Awards                   | Best Dance/Pop Song                 | "Symphony"          | Elnyerte |
| 2018 | WDM Radio Awards                   | Best Global Track                   | "Rockabye"          | Elnyerte |
| 2018 | Billboard Music Awards             | Top Dance/Electronic Song           | "Rockabye"          | Jelölve  |
| 2018 | Teen Choice Awards                 | Choice Electronic/Dance Song        | "Solo"              | Jelölve  |
| 2018 | BreakTudo Awards                   | Best Collaboration                  | "Solo"              | Függőben |
| 2018 | MTV Europe Music Awards            | Best World Stage                    | Clean Bandit        | Függőben |

Diszkográfia
- New Eyes (2014)
- What Is Love? (2018)

## Külső hivatkozások
- A Clean Bandit hivatalos weboldala (angolul)
- A Clean Bandit a koncertsziget.hu-n (magyarul)
- A Clean Bandit a soundcloud.com-on (angolul)
- A Clean Bandit az itunes.apple.com-on (angolul)